# Villaespasa
Villaespasa è un comune spagnolo di 24 abitanti situato nella comunità autonoma di Castiglia e León.